# Adolf Wohlbrück

Adolf Wohlbrück in den 1940er Jahren

Adolf Wilhelm Anton Wohlbrück (* 19. November 1896 in Wien, Österreich-Ungarn; † 9. August 1967 in Garatshausen) war ein österreichischer Schauspieler, der sich im englischen Exil Anton Walbrook nannte.

## Leben

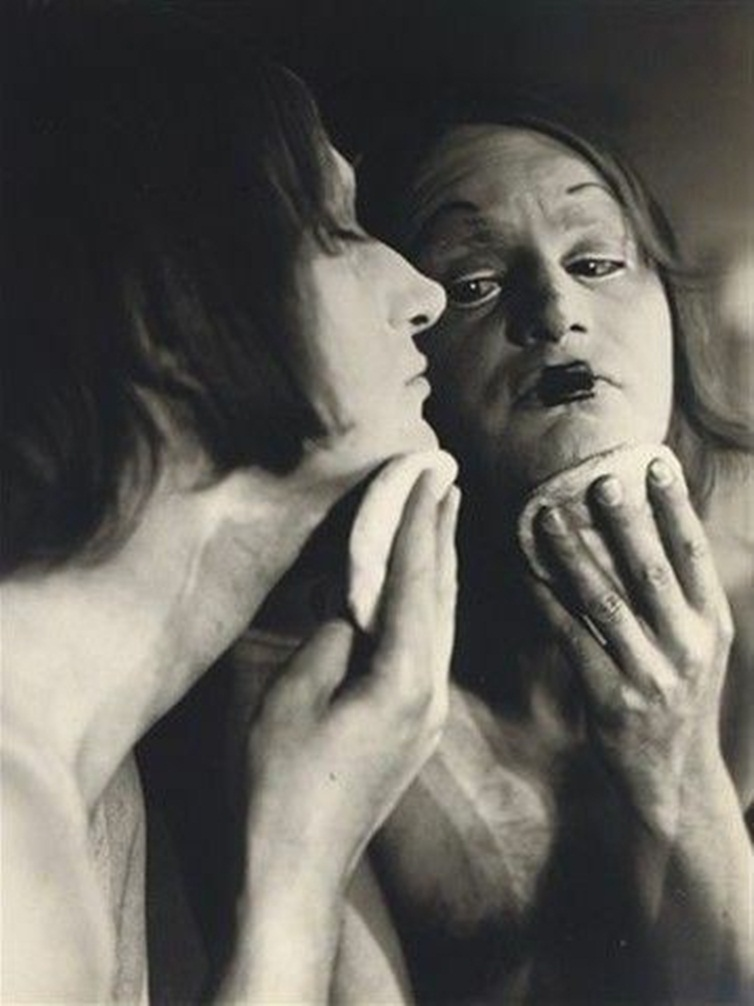
Adolf Wohlbrück im Sommer 1930 als Andreas Bleichenwang aus Was ihr wollt auf einer Fotografie von Genja Jonas

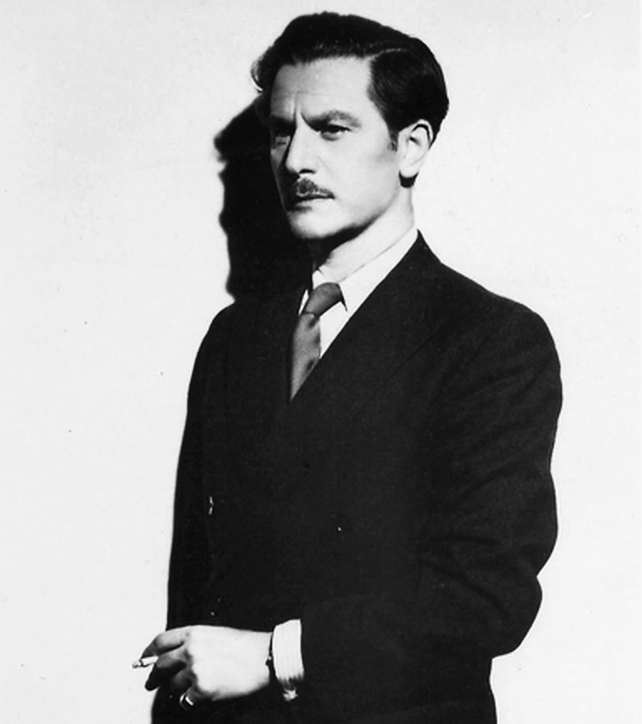
Adolf Wohlbrück alias Anton Walbrook, 1935

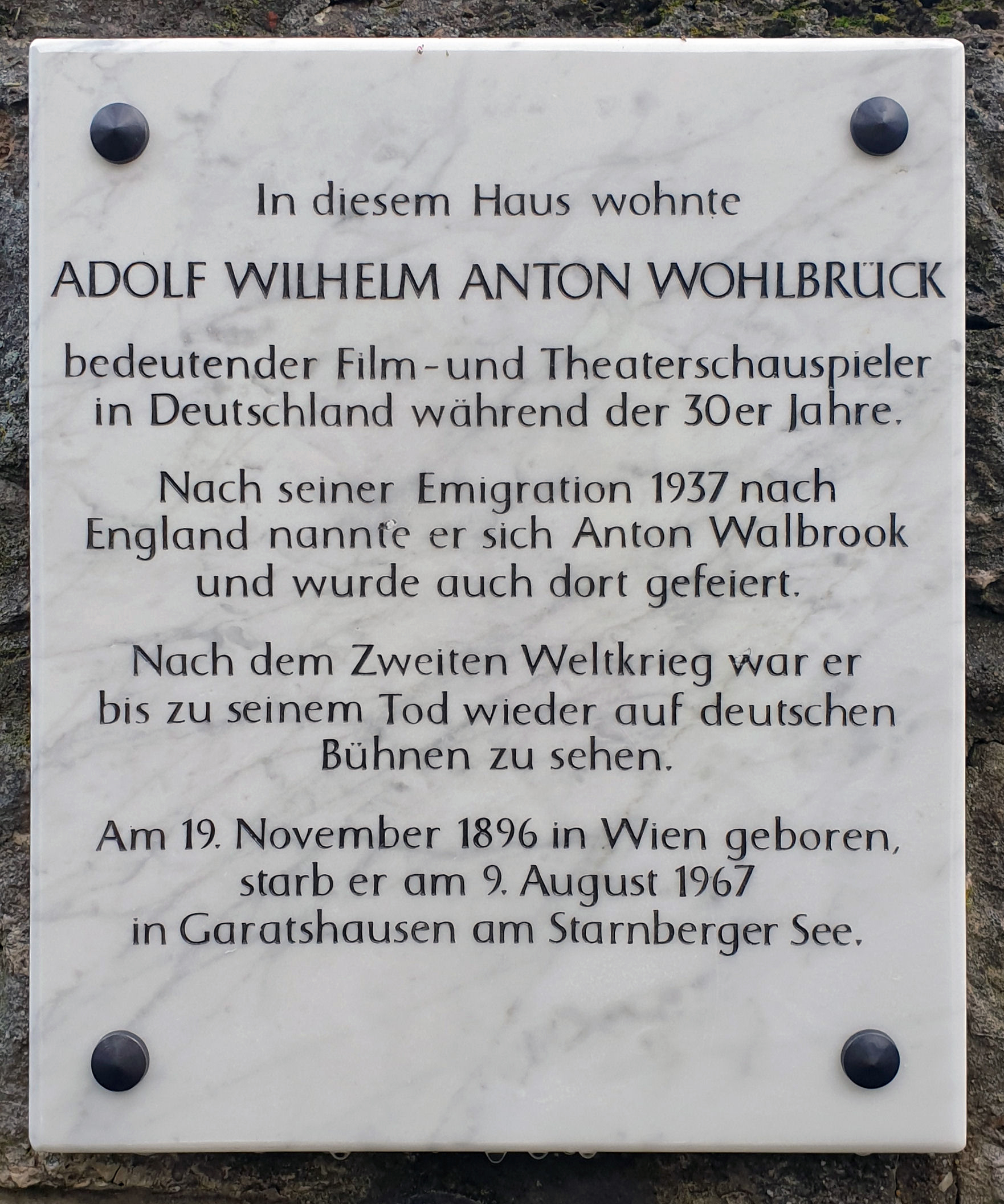
Gedenktafel in Berlin-Dahlem

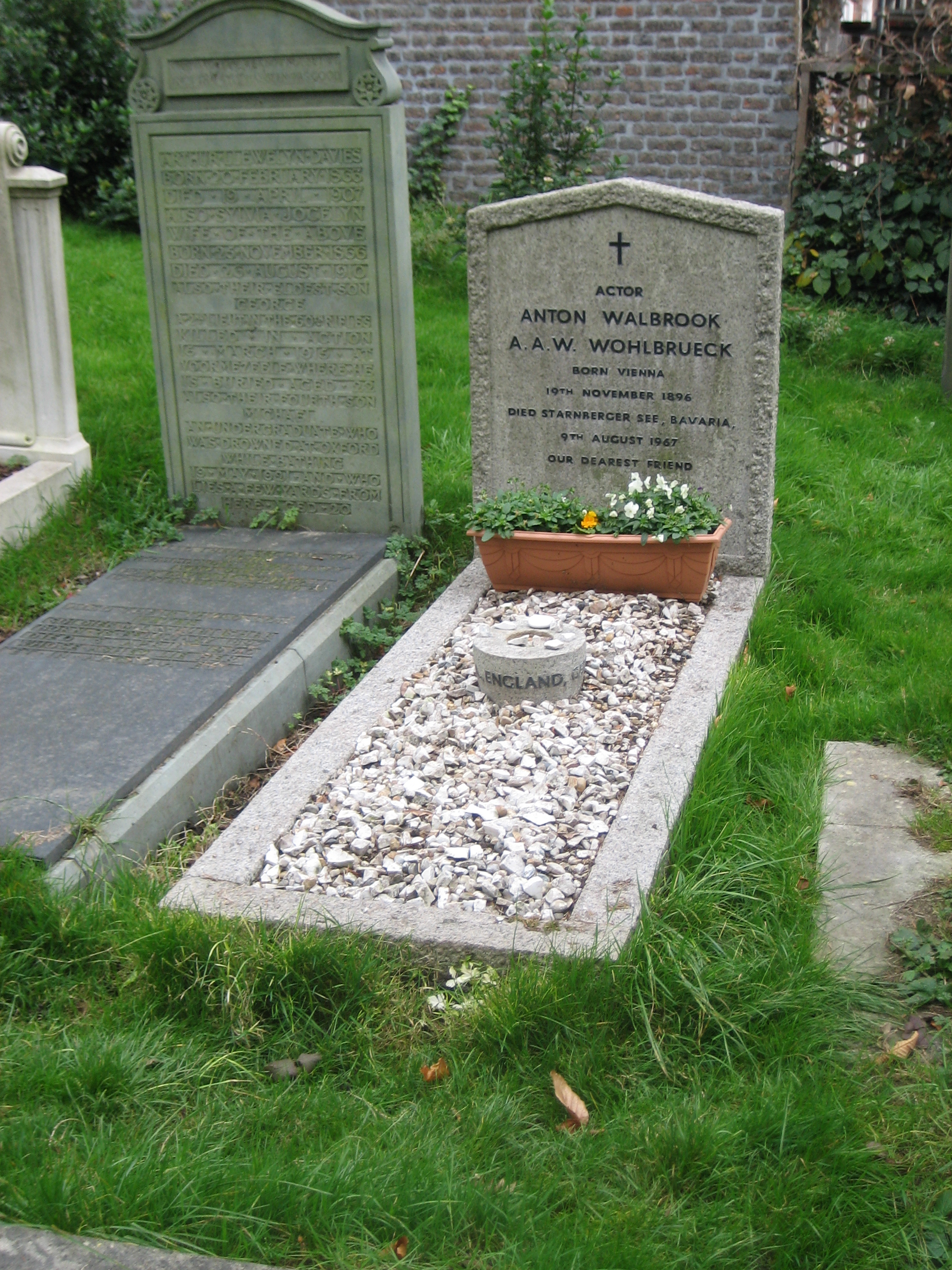
Grab von Anton Walbrook in Hampstead, London

Wohlbrück war der Sohn des Zirkusclowns Adolf Ferdinand Wohlbrück (1864–1930) und Enkel des Schauspielers und Varietékünstlers Adolf Wohlbrück (1826–1897). Nach dem Besuch einer Klosterschule in Wien und dem Gymnasium in Berlin nahm er Schauspielunterricht an der Schule von Max Reinhardt. Im Ersten Weltkrieg geriet er in französische Gefangenschaft, wo er das Aucher Gefangenschaftstheater gründete, und setzte danach seine Karriere an verschiedenen Bühnen in München, Dresden und Berlin fort. Er begann gelegentlich in Stummfilmen mitzuspielen, doch erst mit dem Tonfilm trat er regelmäßig auf. Er verkörperte den eleganten, weltmännischen Gentleman, oft an der Seite von Renate Müller, etwa in den Filmen Viktor und Viktoria und Die englische Heirat. Ab 1933 veränderte er sein Aussehen und trat mit einem Schnurrbart auf.
Wohlbrück, nicht nur „Halbjude“ und dem Vernehmen nach homosexuell, sondern auch politisch ein vehementer Gegner des nationalsozialistischen Regimes, emigrierte 1936 über Frankreich und Hollywood nach England und arbeitete dort unter dem Künstlernamen Anton Walbrook. Auch im Exil setzte er sich aktiv für jüdische Schauspieler und „nichtarische“ Angehörige deutscher Schauspieler ein, finanziell oder indem er ihnen die Wege zur Flucht ebnen half.
Im Gegensatz zu vielen anderen deutschsprachigen Schauspielern konnte er auch im englischsprachigen Exil beachtliche Erfolge verzeichnen. Eine seiner ersten Rollen in Großbritannien war Prinz Albert im 1937 erschienenen Historienfilm Königin Viktoria sowie in der Fortsetzung Sixty Glorious Years von 1938. Ebenfalls spielte Wohlbrück elegante, finstere Ausländer; so etwa als mörderischer Ehemann im Filmthriller Gaslight (1940) sowie als Ballettimpresario in Die roten Schuhe (1948) unter Leitung des Regieduos Powell-Pressburger. Mit Powell und Pressburger hatte er zuvor bereits die Filme 49th Parallel (1941) und Leben und Sterben des Colonel Blimp (1943) gedreht. In beiden Filmen verkörperte Wohlbrück – ungewöhnlich in Anbetracht des Weltkrieges und der Funktion der Filme als Propagandawerke – positiv angelegte Deutsche, die den Nationalsozialismus ablehnen. 1947 nahm er die britische Staatsbürgerschaft an.
Nach dem Zweiten Weltkrieg stand er auch wieder auf deutschen Bühnen. Zuerst 1951 in Düsseldorf unter Gustaf Gründgens, dann auch in Hamburg und Stuttgart. Er wirkte außerdem in internationalen Filmproduktionen mit. In Der Reigen unter der Regie von Max Ophüls verkörperte er etwa die Rolle des allwissenden Conférenciers. In der Spätphase seiner Karriere wandte er sich wieder mehr dem Theater zu und drehte weniger Filme. 1967 erhielt er das Filmband in Gold für langjähriges und hervorragendes Wirken im deutschen Film. Er verstarb am 9. August desselben Jahres im Alter von 70 Jahren an den Folgen eines Herzinfarkts, nachdem er Ende März 1967 während einer Vorstellung in München auf der Bühne zusammengebrochen war.

## Privates
Adolf Wohlbrück war zeitweilig mit dem Maler und Grafiker Ferdinand Finne liiert, den er 1938 auf einer Zugfahrt in Frankreich kennen gelernt hatte. Die Beziehung endete 1946, nachdem Wohlbrück eine Affäre mit dem Engländer Eugene Edwards begonnen hatte. Mit dem gut 30 Jahre jüngeren Mann, dem er einen Blumenladen einrichtete, blieb Wohlbrück bis zu seinem Tod verbunden.

## Ehrungen
Am 19. November 2023 wurde an seinem ehemaligen Wohnort, Berlin-Dahlem, Waltraudstraße 17, eine Gedenktafel enthüllt.

## Filmografie
- 1922: Mater Dolorosa
- 1923: Martin Luther
- 1925: Der Fluch der bösen Tat
- 1931: Salto Mortale
- 1932: Der Stolz der 3. Kompanie
- 1932: Drei von der Stempelstelle
- 1932: Die fünf verfluchten Gentlemen
- 1932: Melodie der Liebe
- 1932: Baby
- 1933: Walzerkrieg
- 1933: Keine Angst vor Liebe
- 1933: Viktor und Viktoria
- 1933: George et Georgette (französische Fassung von Viktor und Viktoria)
- 1934: Die vertauschte Braut
- 1934: Maskerade
- 1934: Eine Frau, die weiß, was sie will
- 1934: Die englische Heirat
- 1935: Regine
- 1935: Zigeunerbaron
- 1935: Le baron tzigane (französischen Fassung von Zigeunerbaron)
- 1935: Ich war Jack Mortimer
- 1935: Der Student von Prag
- 1935: Der Kurier des Zaren
- 1935: Michel Strogoff. Le Courrier du tzar (französische Sprachversion von Der Kurier des Zaren)
- 1936: Allotria
- 1936: Port Arthur
- 1937: The Soldier and the Lady
- 1937: Königin Viktoria (Victoria the Great)
- 1937: Die Ratte (The Rat)
- 1938: Sixty Glorious Years
- 1940: Gaslicht (Gaslight)
- 1941: Dangerous Moonlight
- 1941: 49th Parallel
- 1943: Leben und Sterben des Colonel Blimp (The Life and Death of Colonel Blimp)
- 1944: Der Mann aus Marokko (The Man from Morocco)
- 1948: Die roten Schuhe (The Red Shoes)
- 1949: Pique Dame (Queen of Spades)
- 1950: Der Reigen
- 1950: König für eine Nacht
- 1951: Wien tanzt (Wiener Walzer)
- 1954: Der Fall Maurizius (L’Affaire Maurizius)
- 1955: Fledermaus 1955 (Oh, Rosalinda!)
- 1955: Lola Montez
- 1957: Die heilige Johanna (Saint Joan)
- 1957: I Accuse!
- 1960: Venus im Licht (TV-Film)
- 1962: Laura (TV-Film)
- 1963: Der Arzt am Scheidewege (TV-Film)
- 1966: Robert und Elisabeth (TV-Film)